# Gunnar Lindemann
Gunnar Norbert Lindemann (* 25. August 1970 in Wuppertal) ist ein deutscher Politiker (AfD). Er ist seit 2016 Mitglied des Berliner Abgeordnetenhauses.

## Leben
Lindemann ist gelernter Bankkaufmann sowie Sicherheitskraft und war als Personalbetriebsplaner beim privaten Bahnunternehmen Ostdeutsche Eisenbahn (ODEG) tätig, bei dem er seit 1. März 2017 beurlaubt ist.
Im September 2016 gewann er bei der Wahl zum Abgeordnetenhaus von Berlin mit 30,6 % den Wahlkreis Marzahn-Hellersdorf 1 als Direktkandidat der AfD. Bei der folgenden Wahl im September 2021 gelang es ihm, mit 22,7 % erneut als Direktkandidat ins Abgeordnetenhaus von Berlin einzuziehen. Bei der Wiederholungswahl 2023 holte Lindemann mit 28,8 Prozent erneut das Direktmandat in seinem Wahlkreis.
Lindemann ist Mitglied im Ausschuss für Integration, Arbeit und Soziales, Ausschuss für Sport und
Ausschuss für Mobilität des Abgeordnetenhauses von Berlin.
Lindemann ist mit einer Rumänin verheiratet und hat einen Sohn.
Lindemann betreibt einen satirisch gestalteten YouTube-Kanal unter dem Namen Gunnars-Kochshow, auf welchem er bis Ende 2024 diverse Fertiggerichte zubereitete und seither Schlager singt.

## Positionen
Lindemann behauptet eine „Islamisierung“ Deutschlands und wandte sich gegen die in seinen Augen „gesetzlose Merkel-Administration“. Im Wahlkampf 2016 forderte er bezogen auf die Planung einer Flüchtlingsunterkunft „Wohnraum für Berliner“. Lokale Projekte „für die eigene Bevölkerung“ wie bessere Sitzbänke, Video-Technik in den S-Bahnhöfen und den Erhalt einer Jugendverkehrsschule wollte Lindemann über die Streichung von Geldern an Initiativen gegen Rechtsextremismus sowie über die Abschiebung abgelehnter Asylsuchender finanzieren.
Der Tagesspiegel berichtete 2016 von fremdenfeindlichen Äußerungen Lindemanns in sozialen Netzwerken und seinen Mitgliedschaften in Gruppen, in denen nationalistische und antisemitische Inhalte geteilt würden. Der taz zufolge hat Lindemann nachgewiesene Verbindungen ins rechtsextremistische Spektrum.

## Kontroversen

### Aussagen zum Bürgerkrieg in Syrien
Die Rückeroberung Aleppos durch syrische und russische Truppen bezeichnete Lindemann auf Twitter als „Befreiung“ und äußerte die Meinung, dass syrische Flüchtlinge nun zurückkehren und beim Wiederaufbau der Stadt helfen könnten. Die Berliner Zeitung wertete dies als Verhöhnung der syrischen Bürgerkriegsopfer. Später löschte Lindemann den Tweet und erklärte, seine Äußerungen seien unbedacht gewesen und er nehme die „spontane Einschätzung“ mit Bedauern zurück.

### Kommentare zum Tötungsdelikt an einer 14-Jährigen in Berlin
Im März 2018 wurde in Berlin ein 14-jähriges Mädchen von einem Mitschüler in seiner Wohnung erstochen. Nachdem die Polizei bekannt gegeben hatte, dass es sich bei dem festgenommenen Tatverdächtigen um einen 15-jährigen Deutschen handelt, forderte Lindemann die Polizei auf, den Namen des Täters zu nennen, was jedoch aufgrund des Pressekodex zunächst unterblieb. Später wurde der Name Edgar H. mitgeteilt.

### Äußerungen zu Luftangriffen auf Städte im Dritten Reich
Nachdem im Juli 2019 eine Bahnreisende die Durchsage eines Deutsche-Bahn-Mitarbeiters („Liebe Fahrgäste. Unser Zug hat wegen der Entschärfung einer Bombe, die die Westalliierten auf die unschuldige Bevölkerung Frankfurts abgeworfen haben, zur Zeit 45 Minuten Verspätung.“) auf Facebook bekanntgemacht hatte und daraufhin Opfer eines Shitstorms inklusive Gewaltandrohungen geworden war, beteiligte sich auch Lindemann und erklärte, dass der „alliierte Bombenterror gegen die deutsche Zivilbevölkerung ... eine historische Tatsache“ sei. Außerdem unterstellte er der Frau, sie habe es auf mediale Aufmerksamkeit abgesehen.

### Reise auf die von Russland annektierte Krim
Im Februar 2018 reiste Lindemann zusammen mit sieben anderen AfD-Landtagsabgeordenten, darunter die beiden weiteren Berliner Landtagsabgeordneten Hugh Bronson und Harald Laatsch, auf die drei Jahre zuvor von Russland völkerrechtswidrig annektierte Krim, was auf vielfache Kritik stieß. Zur Begründung äußerte er: „Miteinander reden ist besser als übereinander reden. Wir müssen die Beziehungen zu Russland wieder normalisieren. Das ist im Interesse Russlands und Deutschlands“.

### Reise mit Sohn nach Russland und in die Ukraine 2019
Lindemann reiste im Herbst 2019 gemeinsam mit seinem 16-jährigen Sohn und dem Siegerländer AfD-Politiker Henning Zoz nach Russland und in die Donbass-Gebiete um Donezk und Luhansk. Dabei besuchten sie unter anderem die Basis der „Nachtwölfe“, eines russisch-nationalistischen Motorradclubs. Vom Sohn auf Instagram veröffentlichte, später wieder gelöschte Fotos zeigen Lindemann, dessen Sohn und zwei weitere Personen vor einem Eingangsschild dieser Basis. Ein anderes Foto zeigt Lindemanns Sohn salutierend vor einem Feld; unterschrieben ist das Foto mit dem Text „5 km vor der Frontlinie“. Ein weiteres Bild zeigt den Sohn mit einem angelegten Sturmgewehr (Modell der Reihe Kalaschnikow AK-47) und dem Kommentar „In Deutschland verboten aber naja bin ja in Donetsk“. Ebenfalls hochgeladen wurden zahlreiche Fotos von Reliquien aus der Zeit des Nationalsozialismus, abfotografiert aus dem Zentralmuseum der russischen Streitkräfte in Moskau. Laut Lindemann war die Reise geprägt von „humanitärer Hilfe“. Auf dieser Reise nahm er einen „Orden für internationale Zusammenarbeit“ des „Außenministeriums“ der international nicht anerkannten Volksrepublik Donezk entgegen und vereinbarte mit dem „Außenministerium“ die Eröffnung einer Repräsentanz der „Volksrepublik Donezk“ in Berlin. Kurz nach der Reise wurde dem Sohn von Mitschülern per Messenger mitgeteilt, dass man ihn „abstechen“ wolle. Die Schulleitung schaltete daraufhin die Polizei ein; der Staatsschutz übernahm die Ermittlungen. Laut einem der Tageszeitung Der Tagesspiegel vorliegenden Chatverlauf gab es allerdings Bedrohungen seitens Lindemanns Sohn, so habe dieser den Mitschülern unter anderem mit den „Nachtwölfen“ gedroht.

### Beleidigung der Klimaschutzaktivistin Greta Thunberg
Im Dezember 2019 bezeichnete Lindemann Greta Thunberg abfällig als „geistig krankes, behindertes Mädchen“. Der VW-Manager Herbert Diess hatte zuvor geäußert, dass Greta Thunberg das Vorbild für den ganzen Automobilhersteller VW sein solle. Daraufhin sagte Lindemann: „Ein Manager, für den ein geistig krankes, behindertes Mädchen ein Vorbild ist, kann nichts taugen.“

### CSD in Marzahn
Lindemann bezeichnete die Parade zum Christopher Street Day 2020 in Berlin-Marzahn als „antirussischen Rassismus“, „Propaganda“, „Umerziehung“ und „Krawall“.

### Äußerungen zu „Gendergaga“ wegen des Wortes „Fahrspurende“
Lindemann erregte Aufsehen, als er in einem Bericht der B.Z. das Wort „Fahrspurende“ als einen gendergerechten Neologismus für „Fahrspur“ missverstand und auf Twitter als „Genderwahnsinn“ bezeichnete sowie mit dem Hashtag #Gendergaga versah.

### Äußerungen zum Fall Nawalny
Mit Bezug auf die Vergiftung des russischen Regimekritikers Alexei Nawalny schrieb Lindemann auf seinem Facebook-Account von „Beziehungen und Geldströmen zwischen Nawalny, Soros und dem Clinton-Obama Clan“. Die Nachrichten über die Vergiftung Nawalnys seien für ihn nur „Propaganda gegen die russische Regierung“.

### Position/Äußerungen zum russischen Überfall auf die Ukraine
Wenige Tage vor dem russischen Überfall auf die Ukraine (Ende Februar 2022) erklärte Lindemann in einem YouTube-Video, die Kriegstreiber seien „auf jeden Fall die NATO, die USA und vor allem teilweise auch der ukrainische Staat“. Auf von ihm verteilten Flyern war nicht von einem Krieg die Rede, sondern bloß von „bewaffnetem Konflikt“. Lindemann behauptete, es kämen „immer mehr Details raus, worüber die westliche Presse versucht zu schweigen“. Er wiederholte auch die Verschwörungstheorie und russische Propaganda von angeblichen Biowaffenlaboren in der Ukraine, die zusammen mit den USA betrieben würden. Weiter äußerte er, der Westen und die Ukraine seien „schuld, dass sie eskaliert haben“, Russland sei „schuld, dass es einmarschiert ist“.
Im Juni 2022 gründete Lindemann gemeinsam mit aktiven und ehemaligen AfD-Bundestagsabgeordneten in Chemnitz die „Vereinigung zur Abwehr der Diskriminierung und der Ausgrenzung Russlanddeutscher sowie russischsprachiger Mitbürger in Deutschland“ (Vadar e.V.). Zu den Gründungsmitgliedern von Vadar gehören laut Vereinsregister der stellvertretende AfD-Bundesschatzmeister Harald Weyel, der AfD-Bundestagsabgeordnete Eugen Schmidt, der ehemalige Bundestagsabgeordnete Ulrich Oehme sowie Wladimir Sergijenko und Olga Petersen. Der Verein finanzierte laut eigenen Angaben die rechtliche Vertretung der pro-russischen Influencerin Alina Lipp und wendet sich gegen das deutsche Verbot des Z-Symbols. Der Verein leugnet auf Telegram die von russischer Seite begangenen Kriegsverbrechen im Russisch-Ukrainischen Krieg.
Ende Februar 2023 nahm Lindemann an der von Sahra Wagenknecht und Alice Schwarzer initiierten Demonstration „Aufstand für Frieden“ in Berlin teil, auf der ein Ende der Waffenlieferungen an die Ukraine und eine Aufnahme von Friedensverhandlungen gefordert wurden.

### Äußerungen zu Weckmännern
Im November 2023 erregte Lindemann sich auf der Plattform X über eine Werbung der Bäckerei Kamps, die deren Weckmänner als „Innen fluffig“ beschrieb. Er beklagte, dass jetzt schon „Weckmänner geändert“ [sic] würden. Es liegt nahe, dass er den womöglich absichtlich doppeldeutigen Werbetext „Weckmänner Innen fluffig“ als gegenderten Ausdruck interpretierte.